# 凱里爾·安哇爾

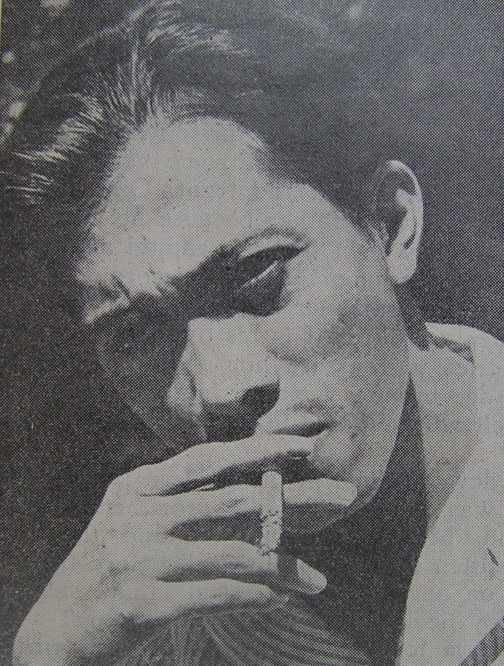
凱里爾·安哇爾

凱里爾·安哇爾（Chairil Anwar，1922年7月26日—1949年4月28日），印尼詩人。

## 生平
1922年出生在印度尼西亚棉兰，进入当地印尼学校读书，直到18岁辍学。后居住在雅加達。凱里爾·安哇爾最著名的作品是《我》。他和Asrul Sani、Rivai Apin是四五年派（Empatpuluh Lima）的代表人物。

## 画廊

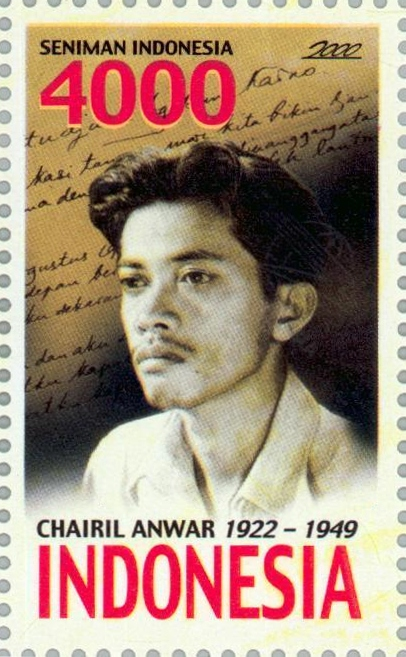
2000年印度尼西亚邮票

## 延伸阅读
- Anwar, Chairil; Raffel, Burton. . Albany: State University of New York Press. 1970  [2018-04-22]. ISBN 978-0-87395-061-9. （原始内容存档于2019-06-11）.